# Парламентські вибори в Іспанії 2011
Парламентські вибори в Іспанії 2011 — дострокові вибори до Конгресу депутатів і Сенату відбулися 20 листопада 2011 року. Перемогу здобула правоцентристська консервативна Народна партія, котра була правлячою до 2004 року.

## Передумови
Чергові парламентські вибори мали відбутись навесні 2012 року, однак були проведені достроково через втрату довіри до уряду Хосе Луїса Сапатеро через гостру економічну кризу та найвищий рівень безробіття в Євросоюзі, котрий сягнув 22 % загалом та 45,8 % — серед молоді. В порівнянні з 2010 роком доходи мешканців знизились на 4,4 %. В травні 2011 року країну охопили протести зі звинуваченнями влади. В наслідку прем'єр Іспанії достроково розпустив парламент.

## Результати
Перемогу на виборах здобула Народна партія з Маріано Рахоєм на чолі — консерватори здобули 187 місць в парламенті. Соціалістична партія цього разу закінчила перегони на 2 місці, з результатом 29 %, що дозволило зайняти 110 депутатських місць. «Конвергенція і Союз» отримала 16 місць, Об'єднані ліві  — 11, Партія лівих баскських націоналістів «Амаюр» — 7, Баскійська націоналістична партія та «Союз прогресу і демократії» — по 5, Республіканська лівиця Каталонії — 3 депутати.

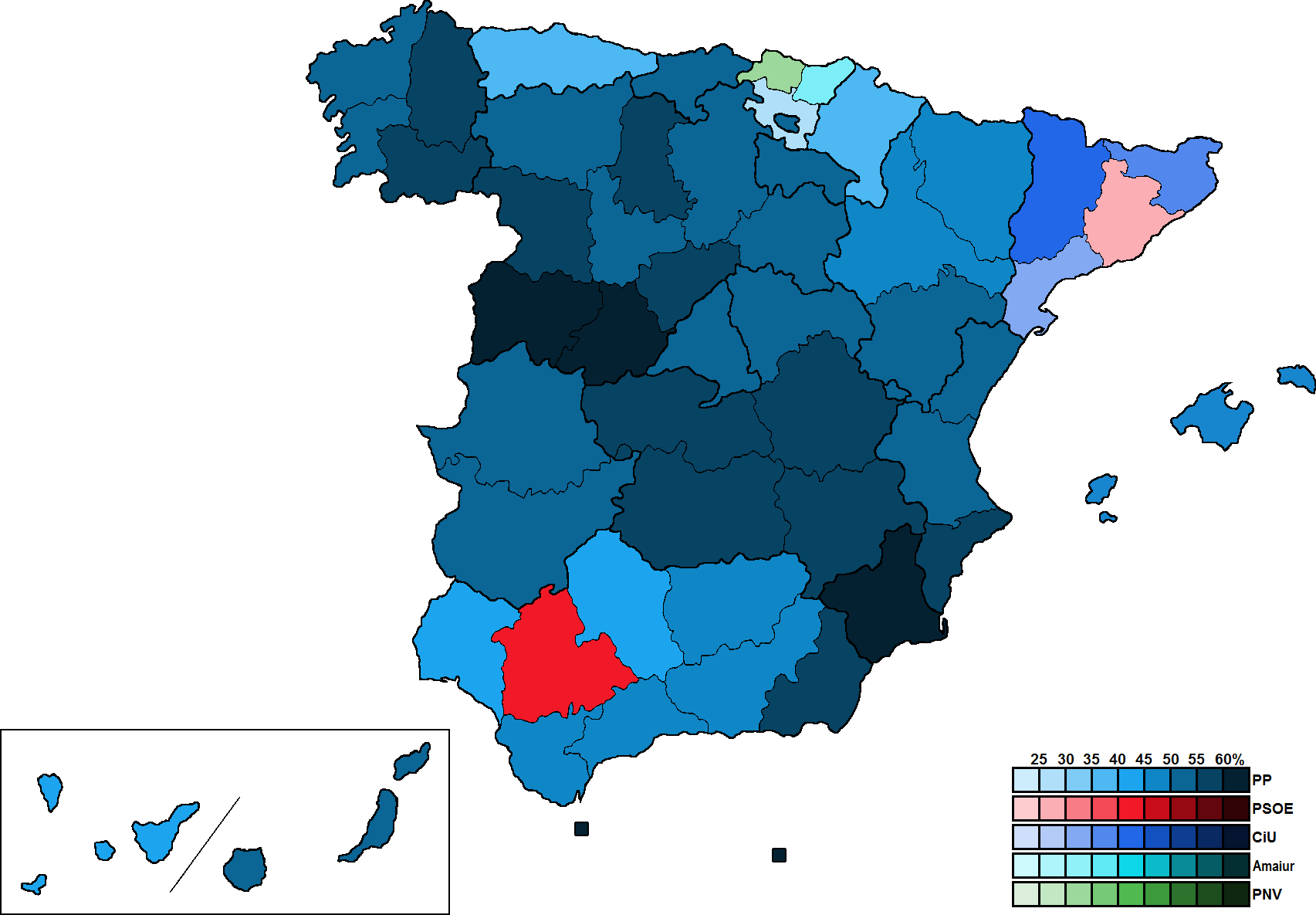
Результати виборів за провінцією

Кабінет міністрів очолив лідер Народної партії Маріано Рахой.